# Буккьянико
Буккья́нико (итал. Bucchianico / Bucchiànico; на местном диалекте — Vicchiènëchë) — коммуна в Италии, расположена в регионе Абруццо, подчиняется административному центру Кьети.
Население составляет 5003 человека (на 2004 г.), плотность населения составляет 130 чел./км². Занимает площадь 38 км². Почтовый индекс — 66011. Телефонный код — 0871.
Покровителем населённого пункта считается святой Камилл де Леллис.